# Lewis Tewanima
 (janvier 2011).
Si vous disposez d'ouvrages ou d'articles de référence ou si vous connaissez des sites web de qualité traitant du thème abordé ici, merci de compléter l'article en donnant les références utiles à sa vérifiabilité et en les liant à la section « Notes et références ».
Louis Tewanima est un athlète américain. Indien Hopi, il est né sur la Second Mesa en Arizona aux alentours de 1888.
Tewanima est un coureur né : on raconte que dans sa jeunesse, il aurait parcouru 120 miles (aller-retour) pour se rendre à Winslow et voir passer les trains.[réf. nécessaire] En 1907, il rentre à l'université indienne de Carlisle, en Pennsylvanie, dont est aussi issu le très renommé Jim Thorpe.
Un jour, Tewanima manque le train à Carlisle et part en courant pour se rendre sur le lieu de la course à une distance de 18 miles. Il termine deuxième de l'épreuve longue de 2 miles.
Il participe aux Jeux olympiques de 1908 à Londres comme marathonien et finit à la neuvième place.
Le 6 mai 1911, il remporte le semi-marathon de New York en 1 heure, 9 minutes et 6 secondes.
Trois ans plus tard, il est médaillé d'argent aux Jeux olympiques de 1912 à Stockholm sur 10 000 mètres, qu'il court en 32 minutes et 6 secondes. Il établit alors un nouveau record des États-Unis qui ne sera ensuite battu qu'en 1964.
Puis il redevient un paisible éleveur et agriculteur. À l'âge de 80 ans, il est encore capable de faire une trentaine de kilomètres par jour pour conduire son troupeau de moutons. Il meurt le 18 janvier 1969 en chutant d'une falaise.